# Инкерманское сражение

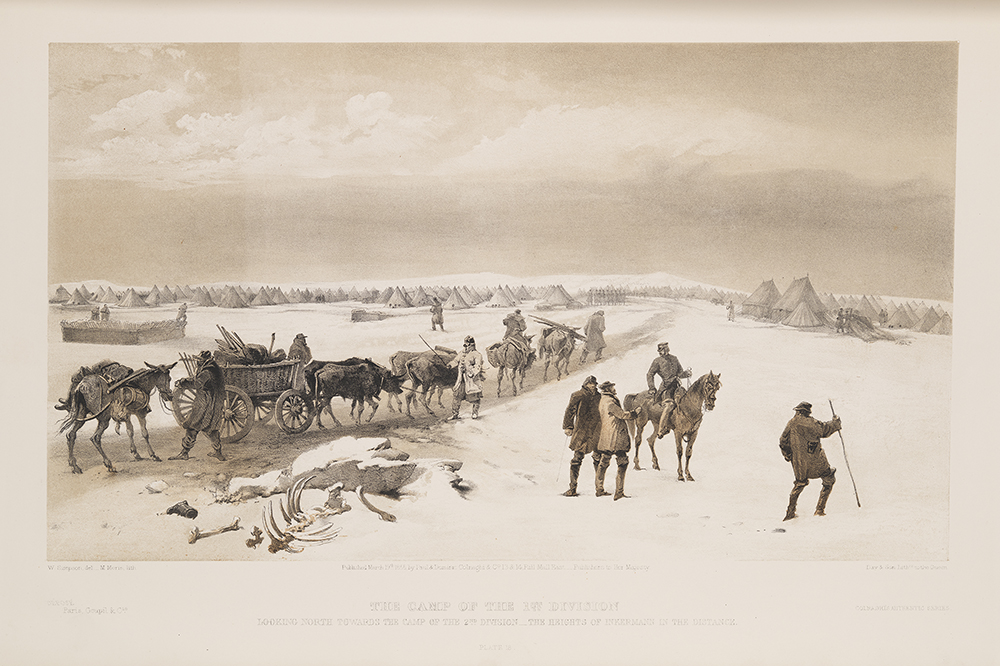
Лагерь английской 1-й дивизии, смотрящий на север в сторону лагеря английской 2-й дивизии, высоты Инкермана вдалеке.

Инкерманское сражение — сражение, произошедшее 24 октября (5 ноября) 1854 год юго-восточнее Севастополя во время Крымской войны. 
Русские войска численностью 19 000 человек под командованием генерала Ф. И. Соймонова атаковали позиции англичан (около 8 тысяч человек) на участке 2-й пехотной дивизии и, воспользовавшись утренним туманом, застали противника врасплох и захватили укрепления, но не смогли их удержать и отступили. С помощью подошедшего со стороны Инкермана отряда генерала П. Я. Павлова (16 тысяч человек) удалось достичь значительного перевеса, и британцы попали в критическое положение, но вступление в бой французских частей переломило ход сражения, и русские войска были вынуждены отступить.

## Боевое расписание русской армии
Силы под командованием князя Горчакова
- Азовский пехотный полк (4) (3,849)
- Днепровский пехотный полк (4) (3,688)
- Украинский пехотный полк (4) (3,913)
- Одесский пехотный полк (4) (3,667)
- Драгунский Его Императорского Высочества Наследника Цесаревича полк (10) (1,366)
- Драгунский Его Императорского Высочества Великого Князя Константина Николаевича полк (10) (1,368)
- Кинбурнский драгунский Его Императорского Высочества Великого Князя Михаила Николаевича полк (10) (1,393)
- Гусарский Его Императорского Высочества Герцога Максимилиана Лейхтенбергского полк (8) (800)
- Гусарский Гросс-Герцога Саксен-Веймарского полк (8) (800)
- Смешанный уланский полк (6) (600)
- Донские казаки #53 (4) (400)
- Уральские казаки #1 (6) (600)
- Позиционная батарея #4, 12-я бригада (12 орудий)
- Лёгкая батарея #6, 12-я бригада (12 орудий)
- Лёгкая батарея #7, 12-я бригада (12 орудий)
- Лёгкая батарея #8, 12-я бригада (12 орудий)
- Тяжёлая конная батарея #21 (8 орудий)
- Тяжёлая конная батарея #22 (8 орудий)
- Тяжёлая конная батарея #23 (8 орудий)
- Легкоконная батарея #12 (8 орудий)
- Донская казачья тяжёлая конная батарея #3 (8 орудий)

Силы под командованием генерала Соймонова
- 11-я пехотная дивизия:
  - 1-я бригада:
    - Екатеринбургский пехотный полк (4) (3,298)

  - 2-я бригада:
    - Томский пехотный полк (4) (3,124)
    - Колыванский пехотный полк (4) (2,875)
- 16-я пехотная дивизия:
  - 1-я бригада:
    - Владимирский пехотный полк (4) (2,132)
    - Суздальский пехотный полк (4) (2,240)

  - 2-я бригада:
    - Углицкий пехотный полк (4) (1,795)
- 17-я пехотная дивизия:
  - 1-я бригада:
    - Бутырский пехотный полк (4) (2,869)
- Приданы: 
  - 6-й стрелковый батальон (2 cos) (289)
  - 6-й сапёрный батальон (2 cos) (207)
  - Позиционная батарея #2, 10-я бригада (12 орудий)
  - Позиционная батарея #1, 16-я бригада (10 орудий)
  - Лёгкая батарея #4, 17-я бригада (8 орудий)
  - Лёгкая батарея #5, 17-я бригада (8 орудий)
  - Донские казаки #67 (1) (100)

Силы под командованием генерала Павлова:
- 11-я пехотная дивизия:
  - 1-я бригада:
    - Селенгинский пехотный полк (4) (3,197)
    - Якутский пехотный полк (4) (3,223)

  - 2-я бригада:
    - Охотский пехотный полк (4) (3,182)
- 17-я пехотная дивизия:
  - 2-я бригада:
    - Бородинский пехотный полк (4) (2,509)
    - Тарутинский пехотный полк (4) (3,335)
- Приданы:
  - 4-й стрелковый батальон (2 cos) (360)
  - Позиционная батарея #1, 10-я бригада (12 орудий)
  - Позиционная батарея #3, 11-я бригада (12 орудий)
  - Позиционная батарея #3, 17-я бригада (12 орудий)
  - Лёгкая батарея #1, 10-я бригада (12 орудий)
  - Лёгкая батарея #2, 10-я бригада (12 орудий)
  - Лёгкая батарея #3, 11-я бригада (12 орудий)
  - Лёгкая батарея #4, 11-я бригада (12 орудий)
  - Донская казачья лёгкая батарея #2 (9 орудий)
  - Резервная батарея (8 орудий)

Силы охраняющие дорогу на Бахчисарай:
- Пехотный Его Императорского Высочества Великого Князя Михаила Николаевича полк (4) (2,026)
- Камчатский пехотный полк (2) (1,836)
- Лёгкая батарея #5, 11-я бригада
- Лёгкая батарея #1, 16-я бригада
- Лёгкая батарея #2, 16-я бригада

Силы под командованием генерала Тимофеева:
- Минский пехотный полк (4) (3,075) & 4 guns
- 5-й резервный батальон/Брестский пехотный полк (750)
- 6-й батальон/Виленский пехотный полк (750)
- 6-й батальон/Белостокский пехотный полк (750)
- Батарея (8 орудий)[1]

## Предыстория
После сражения на Альме 8 (20) сентября союзники получили шанс атаковать Севастополь с севера, однако их командующие маршал Сент-Арно и лорд Раглан не решились на такую атаку, а начали марш в обход города для его атаки с юга. Англичане вышли к Балаклавской бухте и создали базу в Балаклаве, а французы проследовали дальше, базируясь на Камышовой бухте. Заболевшего холерой маршала Сент-Арно на посту командующего сменил генерал Ф. Канробер. Главнокомандующий А. С. Меншиков вывел основную часть армии из Севастополя, оставив гарнизон для его обороны.
Союзники повели осаду Севастополя в следующем порядке. Слева, против самого города, расположился французский корпус генерала Форе (3-я, 4-я и 5-я дивизии), справа, против Корабельной слободы — английская армия Раглана в составе 5 дивизий. Обсервационный французский корпус генерала Боске (1-я и 2-я дивизии) совместно с турецкой дивизией прикрывали осаду. 1-я бомбардировка 5 (17) октября Севастополя не принесла результатов, но союзники усиленно продолжали осаду, готовясь к штурму 4-го бастиона.
Прикрывавшие осаду линии армии союзников оказались слишком длинны, им явно не хватало людей для их обороны. Понимая это, Меншиков попытался силами 12-й пехотной дивизии П. П. Липранди прибывающего 4-го корпуса П. А. Данненберга захватить Балаклаву. Однако сражение у Балаклавы 13 (25) октября 1854 года закончилось безрезультатно.
После прибытия 10-й пехотной дивизии Ф. И. Соймонова и 11-й пехотной дивизии (за исключением камчатского полка) П. Я. Павлова из 4-го корпуса Меншиков решил атаковать правый фланг англичан со стороны Чёрной Речки, что привело к сражению у Инкермана. Завершение подготовки союзников к штурму Севастополя вынуждало произвести эту атаку немедленно.

### Местность
На стороне Меншикова под Севастополем было численное превосходство (примерно 90 тысяч против 70-ти), но на стороне союзников — превосходство позиции. Генерал Богданович описывал местность так: «Высоты между Чёрною речкою и Килен-балкою образуют плато, наибольшая ширина коего не превосходит 350 сажен. Между верховьем Килен-балки и обрывами Сапун-горы находится превосходная позиция, длиною до 500 сажен, прикрытая со стороны Севастополя двумя оврагами: влево лежащий впадает в Килен-балку, а вправо — Каменоломный идёт по направлению к Чёрной речке. Таким образом узкое дефиле между вершинами этих оврагов составляет единственную удободоступную часть позиции. Вообще все пространство от Каменоломного оврага до балаклавской дороги, на протяжении около 10 верст, почти недоступно по крутизне скатов и глубине обрывов Сапун-горы. Наступление против неприятеля, занимавшего позиции на Сапун-горе, было возможно только по немногим весьма трудным путям».
Из всех возможных путей наступления самым удобным был путь со стороны Балаклавы, но он же был наиболее опасен в случае неудачи. В итоге было решено атаковать правый фланг союзного осадного корпуса, который стоял на хорошей позиции, но был занят только незначительным отрядом пехоты.

### План наступления
Меншиков решил атаковать правый фланг осадного корпуса, однако он понимал, что одновременно необходимо атаковать и центр противника, а также отвлекать и его левый фланг во избежание переброски дополнительный сил неприятеля на правый фланг. Исходя из этих соображений был составлен следующий план сражения:
- Отряд генерала Фёдора Соймонова в составе главных сил 10-й и 16-й (генерала И. П. Жабокритского) пехотных дивизий с Бутырским полком 17-й пехотной дивизии (всего 19 000 чел при 38-ми орудиях) должен выступить от 2-го бастиона Севастополя к Килен-балке и от неё в 06:00 начинать атаку
- Отряд генерала Прокофия Павлова в составе главных сил 11-й пехотной дивизии и 2-й (егерской) бригады 17-й пехотной дивизии (всего 16 000 человек при 96 орудиях) должен в это же время выступить от Инкермана, восстановить инкерманский мост, перейти Чёрную Речку и следовать на соединение с Соймоновым. При этом отряде находился генерал Данненберг, который должен был принять командование обоими отрядами после их соединения.
- Отряд под предводительством командира 6-го корпуса генерала П. Д. Горчакова в составе 12-й пехотной дивизии и всей кавалерии (всего 20 000 человек при 88-ми орудиях) проводил отвлекающую атаку на Сапун-гору против обсервационного корпуса Боске.
- Гарнизон Севастополя (4 полка различных дивизий, 8-м резервных батальонов 13-й пехотной дивизии*, флотские части) под командованием генерала Ф. Ф. Моллера прикрывал правый фланг Соймонова и в случае удачи, должен был атаковать батареи противника от 6-го бастиона. Для этой атаки была выделена сводная бригада генерала Н. Д. Тимофеева в составе Минского и Тобольского пехотного полков 14-й и 10-й пехотных дивизий соответственно. Всего у Тимофеева было до 5 тысяч человек с 12 орудиями.

- 13-я пехотная дивизия ещё в начале войны была послана из Крыма на Кавказ.

## Сражение

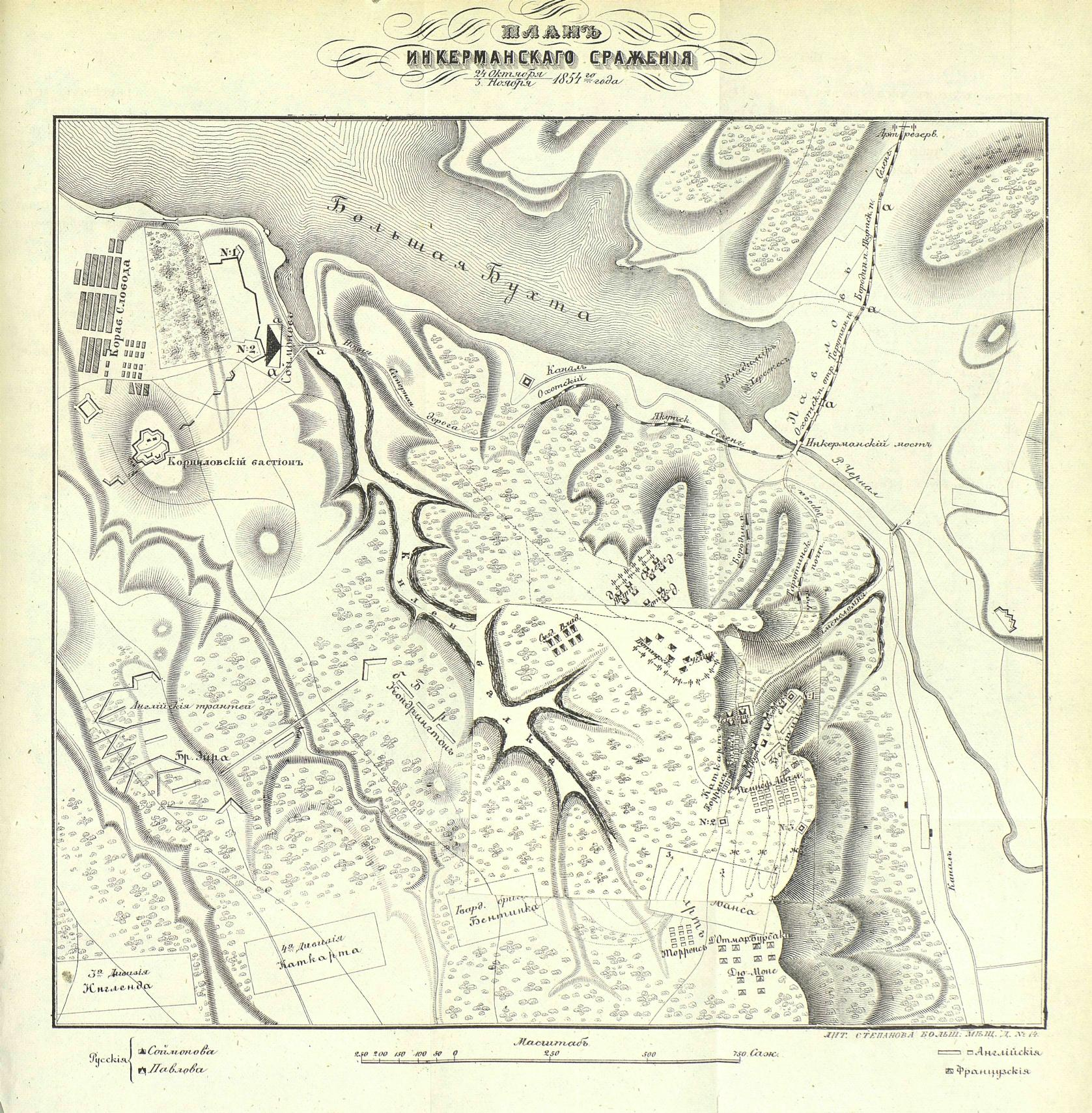
План сражения

Сражение началось в 05:45, когда отряд генерала Соймонова (Томский, Колыванский, Екатеринбургский полки) из 10-й пехотной дивизии атаковал пикеты 2-й дивизии англичан на горе Казачьей. Командир дивизии, генерал Де Ласи был в тот день ранен и дивизией командовал бригадный командир Джон Пеннфазер, который не осознал масштабов происходящего и, вместо того, чтобы отступить под прикрытие артиллерии, приказал своей дивизии наступать. Его 2700 человек двинулись вперёд, навстречу наступающим войскам Соймонова (15 300 чел.).
Действия отряда Соймонова в итоге разбились на ряд отдельных боевых эпизодов, главный из которых произошёл в районе лагеря англичан, атакованного 7 батальонами. Стоявшие за валом 12 орудий открыли по русским колоннам картечный огонь. Рассыпавшиеся в цепь английские стрелки поддержали своих артиллеристов. В итоге за короткий промежуток времени были ранены генералы Соймонов (смертельно) и Вильбоа (командир бригады), командиры Екатеринбургского и Томского полков. Под огнём англичан атакующие колонны остановились, а затем были опрокинуты штыковым ударом 47-го, 49-го полков и нескольких рот 95-го полка англичан и отошли под прикрытием Бутырского и Углицкого пехотного полков. Потери и моральное потрясение от этого удара в отряде Соймонова было столь велико, что в расстройстве отойдя по дну Килен-банки к Севастополю, атаковавшие полки больше не приняли участие в сражении.
Тем временем в сражение вступил отряд генерала Павлова. Находившиеся на левом фланге отряда Бородинский и Тарутинский полки 17-й пехотной дивизии опрокинули английскую бригаду Адамса, но, понеся огромные потери от огня дальнобойных английских винтовок, под натиском главных сил английской армии отошли в Инкерманскую долину.
Английские войска перешли в наступление, но вскоре их начали теснить подошедшие Охотский, Селенгинский и Якутский полки 11-й пехотной дивизии. Введение резерва — 4-й английской дивизии генерала Д. Каткарта — не улучшило положения англичан, дивизия потеряла четверть своего состава, сам Каткарт был убит.
В пылу сражения отдельные полки англичан потеряли более 3/4 своего состава. Изнурённые и готовые признать себя побеждёнными, они были, однако, спасены вмешательством французов, приведённых командиром 2-й дивизии генералом П. Боске.
Выделенный против французского корпуса генерала Боске отряд Горчакова подошёл к Сапун-горе, после чего ограничился артиллерийской перестрелкой с противником, потеряв за всё сражение лишь 15 нижних чинов. Резкий контраст с пассивностью Горчакова представляет удачная вылазка генерал-майора Н. Д. Тимофеева. С одним только Минским полком 14-й дивизии, подкреплённым 4 орудиями, он сковал 3 дивизии осадного корпуса генерала Э. Форе. Отходя, Тимофеев удачно завлёк под огонь русских батарей преследовавшую его французскую 1-ю бригаду Лурмеля 4-й дивизии, понёсшую большие потери. Сам бригадный генерал Ф. Лурмель был убит.
Убедившись, что Горчаков проводит только демонстрацию, Боске бросил свои главные силы, всего более 10 батальонов, 4 эскадрона и 20 орудий, на левый фланг отряда Павлова. Вступление в бой французских войск переломило ход сражения. В распоряжении Данненберга ещё оставались 16 батальонов из состава Углицкого, Владимирского и Суздальского полков 16-й дивизии, Бутырского полка 17-й дивизии, но эти силы были использованы только для прикрытия отступления.
Исход сражения решило преимущество в вооружении — гораздо более дальнобойные, чем находящиеся на вооружении русской армии, ружья системы Минье. Вместе с тем, существует и другая точка зрения на причину неудачи русской армии. Военный историк генерал Дубровин ключевой причиной неуспеха считает ошибку в определении главного направления удара.. В 11 часов был дан сигнал к отходу на прежние позиции, именно в это время русская армия понесла наибольшие потери от французской картечи.

Уильям Ховард Расселл, в «The Times»:

«[…] В героическом крике битвы, они врезались в дым батарей и выпотрошили наши ряды, но даже до того как потерять их из виду, равнина покрылась их телами».
Поверенный в делах газетой «The Times» освещал Крымскую войну и стал первым военным корреспондентом. Выше, он описывает атаку лёгкой бригады.
Официально общие потери русской армии составили 11959, английской - 2612 и французской - 1726 человек, из них убитых и пропавших без вести, соответственно, 5031, 660 и 299 человек". Высокая доля погибших в русской армии объясняется тем, что в число убитых занесли также умерших от болезней.
Потери русских убитыми составили до 3500 нижних чинов и 109 офицеров. В числе последних находятся: генерал-лейтенант Соймонов, получивший сквозную рану в живот и вскоре умерший; генерал-майоры Вильбоа и А. Р. Охтерлоне; командиры полков полковники: Екатеринбургского пехотного — Александров, Томского егерского — Пустовойтов, Охотского егерского — Бибиков, Владимирского пехотного — барон Дельвиг и Бородинского егерского — Верёвкин-Шелюта 2-й. Контужены: начальник артиллерии генерал-майор Кишинский — осколком бомбы; генерал-майор князь Меншиков — в шею; флигель-адъютант полковник Альбединский и адъютант ротмистр Грейг — в голову.

## Последствия

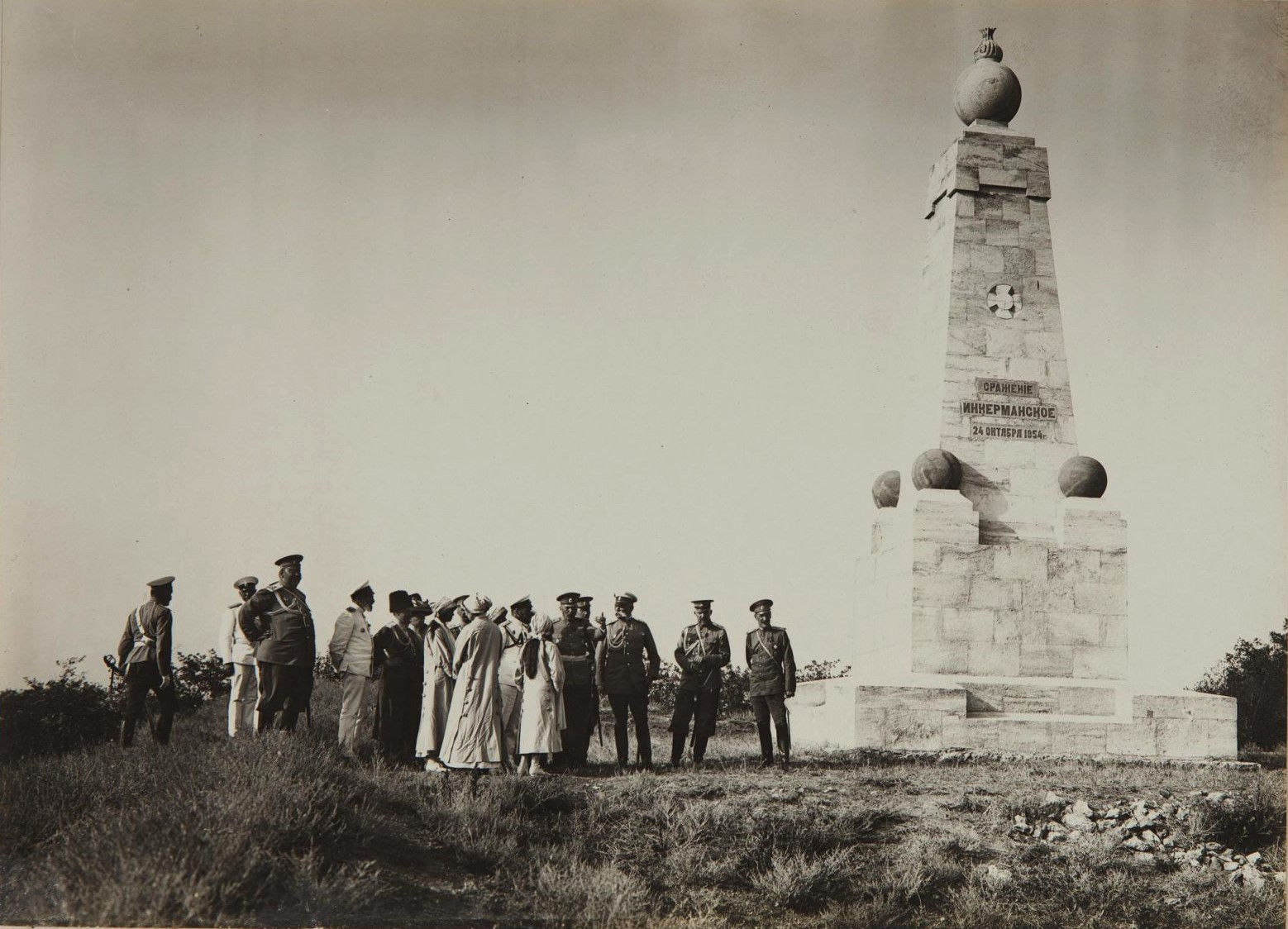
Император Николай II с дочерьми у памятника Инкерманскому сражению (установлен в 1904 г). 1913 год.

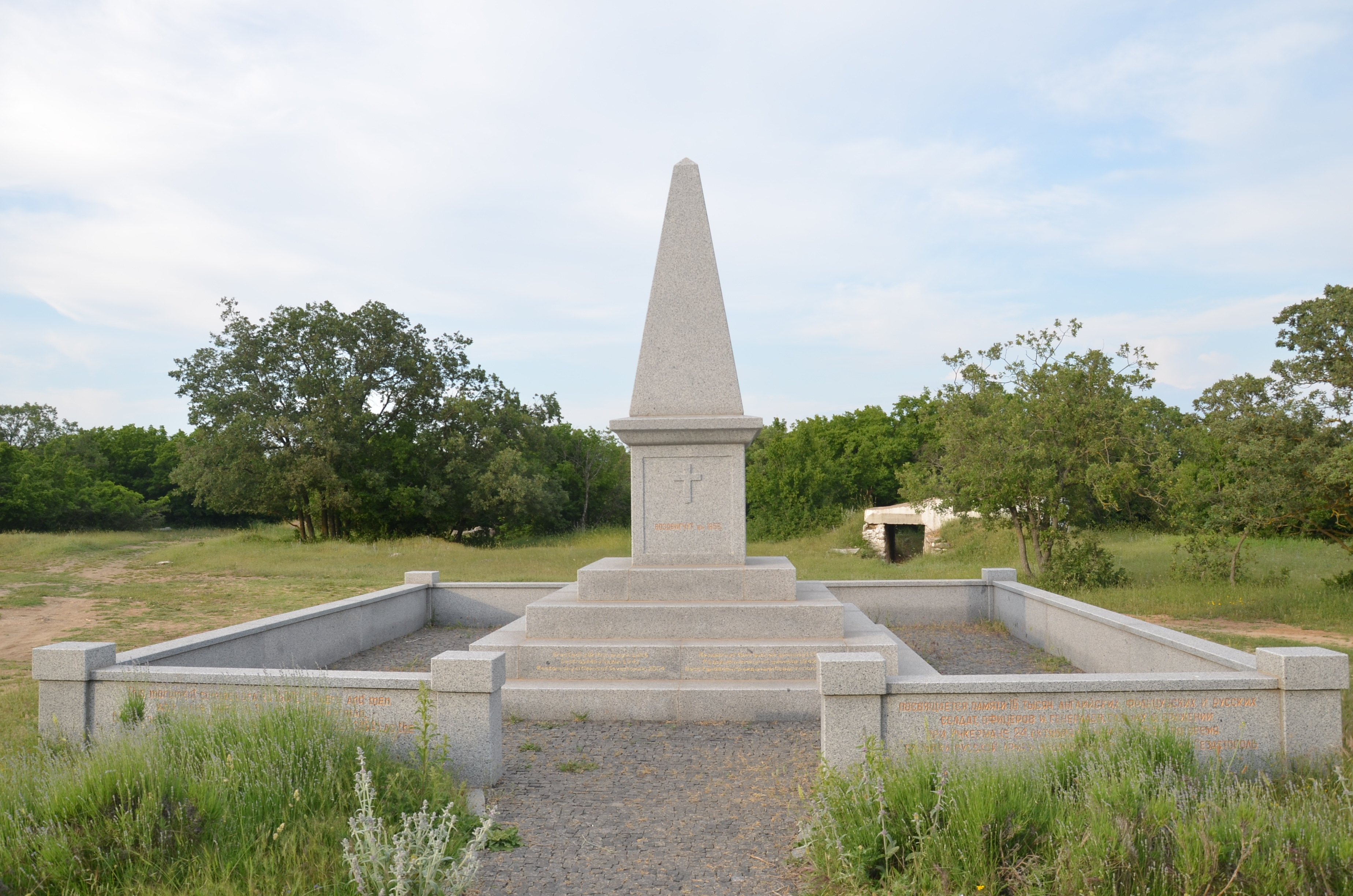
Обелиск на месте сражения в память погибших английских, французских и русских солдат, установлен в 1856 году

К поражению привела слабая подготовка сражения, в частности карты местности войска получили только на следующий день после сражения. Кроме того, контратака противника была допущена при пассивности со стороны других русских подразделений, в частности резерва под командованием генерала И. П. Жабокритского.
У сражения был и положительный итог: генеральный штурм Севастополя, намеченный союзниками на следующий день, не состоялся.
«Печальное известие об этой неудаче, привезённое в Гатчину 31 октября, произвело на двор самое тяжёлое впечатление», — сообщает Д. А. Милютин в своих записках. Именно после Инкермана многие в России осознали всю серьёзность положения в Крыму. «Мы думали, что Луи Бонапарт не может 20 тысяч войск выслать из Франции, а он выслал сто, приготовляет ещё сто, а слух пошёл уже о полумиллионе, — писал М. П. Погодин. — Мы не воображали, чтобы в Крыму могло когда-нибудь попасть иностранное войско, которое всегда, де, можно закидать шапками… Кто мог прежде поверить, чтоб легче было подвозить в Крым запасы из Лондона, чем нам из под бока, или чтоб можно было строить в Париже казармы для Балаклавского лагеря?».
Ещё хуже было то, что неудача тяжело отозвалась на главнокомандующем в Крыму князе Меншикове. На третий день по получении донесения о сражении при Инкермане, Николай I писал князю М. Д. Горчакову: «Крайне жаль, что намерение князя Меншикова не имело удачи, стоив столько драгоценной крови; потеря храброго Соймонова весьма чувствительна, но ещё более сожалеть должно, что эта неудача, нисколько не уронившая дух войск, отразилась на князе Меншикове таким упадком духа, что наводит на опасения самых худших последствий. Он не скрывает, что не видит более надежды с успехом атаковать Союзников и предвидит даже скорое падение Севастополя. Признаюсь, такое направление мыслей Меня ужасает за последствия. Неужели должны мы лишиться Севастополя после такой крепкой защиты, после стольких горьких потерь храбрейших героев, и с падением Севастополя дожить до всех тех последствий, которые легко предвидеть можно от подобного события? Страшно и подумать…»

## Память
В километре от расположенной на улице Генерала Жидилова конечной остановки на Суздальских высотах находится один из самых известных севастопольских памятников – кровопролитному Инкерманскому сражению, создан к 50-летию битвы в 1905 году, восстановлен в 2005 году.  В настоящее время со 2 сентября 2017 года в РФ Памятник русским воинам - участникам Инкерманского сражения объект культурного наследия  Объект культурного наследия народов РФ регионального значения. Рег. № 921711029040005 (ЕГРОКН). Памятник англичанам - участникам Инкерманского сражения  Объект культурного наследия народов РФ регионального значения. Рег. № 921711259850005 (ЕГРОКН)